# 相模原東映
相模原東映（さがみはらとうえい）は、かつて神奈川県相模原市にあった映画館。
1952年に「相模原中央映画劇場」として開業。その後東映の封切館となり上記の名称となったが、1963年頃に閉館。わずか11年程の営業であった。

## データ
- 所在地：神奈川県相模原市清兵衛新田226号
  - 現在の同市中央区清新[2]、開業当時の同県高座郡相模原町清兵衛新田226[1]
- 観客定員数：450名（1955年時点[1]）